# Сандерс, Эрин
Эрин Зария Сандерс (англ. Erin Zariah Sanders; род. 19 января 1991) — американская актриса, наиболее известная по ролям Квинн Пенски в телесериале «Зоуи 101» (2005–2008) и Камиллы Робертс в телесериале «Биг Тайм Раш» (2009–2013).

## Жизнь и карьера
Сандерс родилась в Санта-Монике, штат Калифорния. Карьеру актрисы начала в возрасте 9 лет после того, как её обнаружил киноагент при продаже печенья скаутов. Кроме «Зоуи 101» и «Биг Тайм Раш», она появлялась и в других известных теле- и кинопроектах — Эден в сериале «Молодые и дерзкие», Райли в «8 простых правилах для друга моей дочери-подростка», Изабель в «Менталисте». И в качестве приглашённой звезды на ТВ-проектах, таких как «Безумцы», «CSI:Maiami», «Касл», «Карнавал», «Справедливая Эми», «Сильное лекарство», «Американские мечты», «Два короля», «Дурнушка», «Шоу Эллен ДеДженерес». Также она принимала участие в озвучке видеоигры «L.A. Noire».

## Фильмография
| Год       |   | Русское название                                 | Оригинальное название       | Роль                               |
| --------- | - | ------------------------------------------------ | --------------------------- | ---------------------------------- |
| 2001      | ф | Искусство любви                                  | Art of Love                 | Юная Вероника                      |
| 2002      | ф | Никогда Никогда                                  | Never Never                 | Маленькая Девочка                  |
| 2002      | с | Яблочная Вэлли Найт                              | Apple Valley Knights        | Молли Найт                         |
| 2002      | с | Американские мечты                               | American Dream              | Дженни МакМален                    |
| 2003      | с | Справедливая Эми                                 | Juding Amy                  | Дженис Уизерспун                   |
| 2003      | с | Карнавал                                         | Carnival                    | Ирина / эпизодическая роль         |
| 2003      | с | Сильное лекарство                                | Stronge Medicine            | Пейдж Джексон                      |
| 2004      | ф | Немного толще чем вода                           | Slightly Thicker Than Water | маленькая девочка в закусочной     |
| 2005      | с | 8 простых правил для друга моей дочери-подростка | 8 Simple Rules              | Райли                              |
| 2005      | с | Дурнушка Бетти                                   | Ugly Betty                  | Капитан Озлобленность              |
| 2005—2008 | с | Зоуи 101                                         | Zoey 101                    | Квинн Пенски                       |
| 2009      | с | Касл                                             | Castle                      | Роззи Фриман / Приглашенная Звезда |
| 2009      | с | Безумцы                                          | Mad Men                     | Сэнди                              |
| 2009      | с | Дурман                                           | Weeds                       | Даниэль                            |
| 2009—2013 | с | Биг Тайм Раш                                     | Big Time rush               | Камилла                            |
| 2010      | с | Биг Тайм Рождество                               | Big Time Christmas          | Камилла                            |
| 2010      | с | Менталист                                        | Mentalist                   | Изабель Себерг                     |
| 2011      | с | Два короля                                       | Pair of Kings               | Нанни                              |
| 2011      | с | C.S.I.: Место преступления Майами                | CSI: Miami                  | Меган Уэллс                        |
| 2012      | с |                                                  | Model Minority              | Джосси                             |
| 2012      | с |                                                  | The Fresh Beat Band         | Принцесса                          |

## Личная жизнь
Эрин - еврейка, определила себя как бисексуал. Встречалась с музыкальным продюсером Адамом Йоханом.  